# Sans-Vallois
Sans-Vallois är en kommun i departementet Vosges i regionen Grand Est (tidigare regionen Lorraine) i nordöstra Frankrike. Kommunen ligger i kantonen Darney som tillhör arrondissementet Épinal. År 2022 hade Sans-Vallois 129 invånare.

## Befolkningsutveckling
Antalet invånare i kommunen Sans-Vallois
| Referens: INSEE |